# Acero de cementación

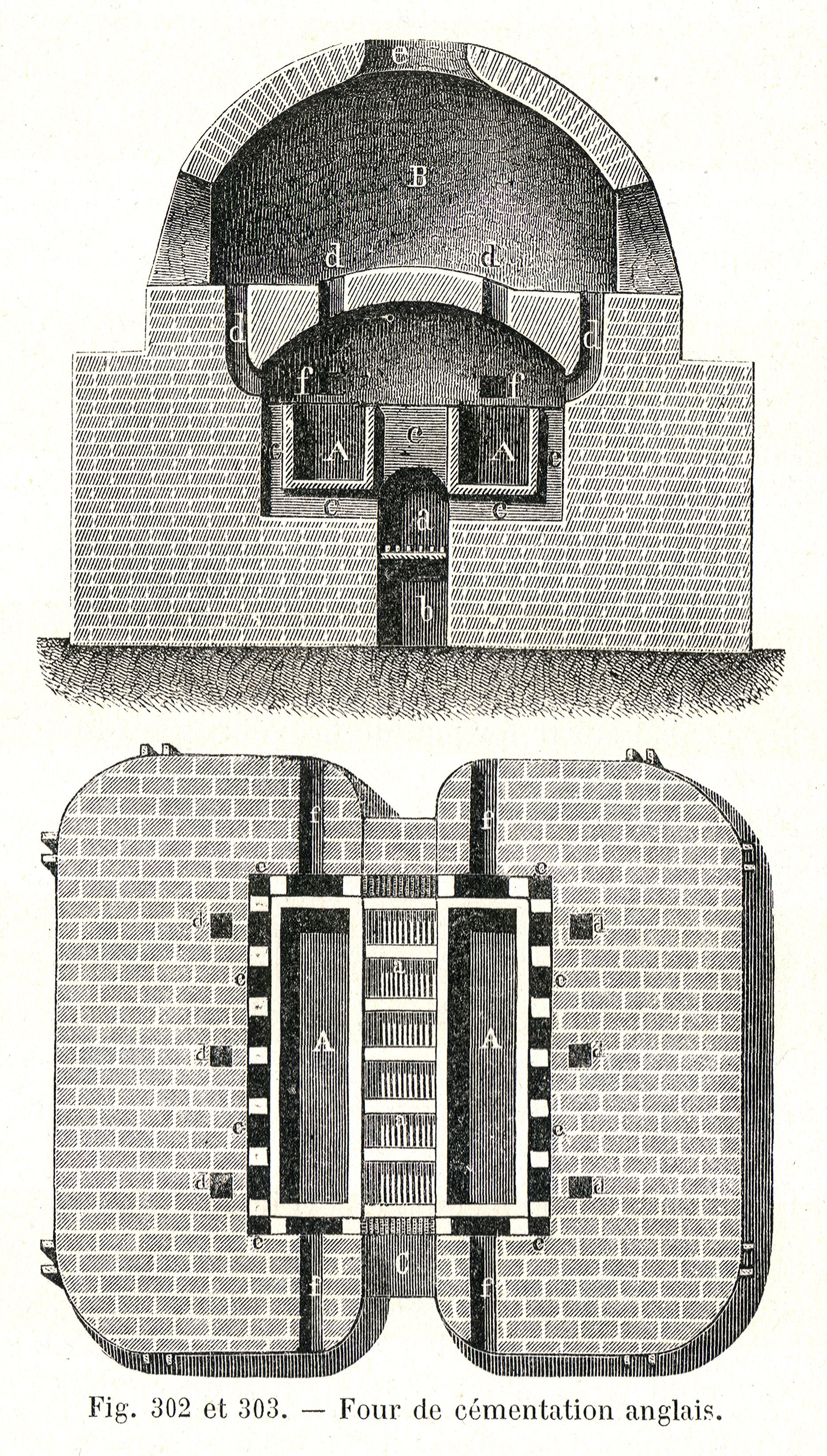
Horno de cementación

El proceso de cementación es una tecnología obsoleta para fabricar acero por carburizado del hierro. A diferencia de la fabricación del acero moderna, aumentaba la cantidad de carbono en el hierro. Aparentemente se desarrolló antes del siglo XVII. El Horno de Acero de Derwentcote, construido en 1720, es el ejemplo más antiguo que se conserva de un horno de cementación. Otro ejemplo en el Reino Unido es el horno de cementación de Sheffield en Doncaster Street.

## Orígenes
El proceso se describió en un tratado publicado en Praga en 1574. Sería redescubierto por Johann Nussbaum de Magdeburgo, quien comenzó a operar en Núremberg con sus socios en 1601. El proceso fue patentado en Inglaterra por William Ellyot y Mathias Meysey en 1614. En esa fecha, la "invención" podía consistir simplemente en la introducción de una nueva industria o producto, o incluso un mero monopolio. Evidentemente, pronto transfirieron la patente a Sir Basil Brooke, pero se vio obligado a cederla en 1619. Se consideró que una cláusula en la patente que prohibía la importación de acero no era deseable porque no podía suministrar tanto acero de calidad como se necesitaba. Los hornos de Brooke probablemente estaban en su mansión de Madeley en Coalbrookdale (que se sabe que existía antes de la revolución inglesa) donde se han excavado dos hornos de cementación. Probablemente usó hierro forjado procedente del bosque de Dean, donde fue socio en la gestión de la Ferrería del Rey en dos períodos.
Hacia 1631, se reconoció que el hierro sueco era la mejor materia prima y, entonces o más tarde, en particular ciertas marcas como la "doble bala" (llamada así por la marca OO) de Österby y "el aro y la L" de Leufsta (ahora Lövsta), cuya marca consistía en una L en un círculo, ambas pertenecientes a Louis De Geer y sus descendientes. Estas fueron algunas de las primeras ferrerías en Suecia en usar el hierro afinado mediante el proceso Walloon, produciendo lo que se conocía en Inglaterra como hierro oreground, llamado así por el puerto sueco de Öregrund, al norte de Estocolmo, en cuyo interior se encontraba la mayor parte de la ferrería. El mineral utilizado procedía en última instancia de la mina de Dannemora.

## Proceso

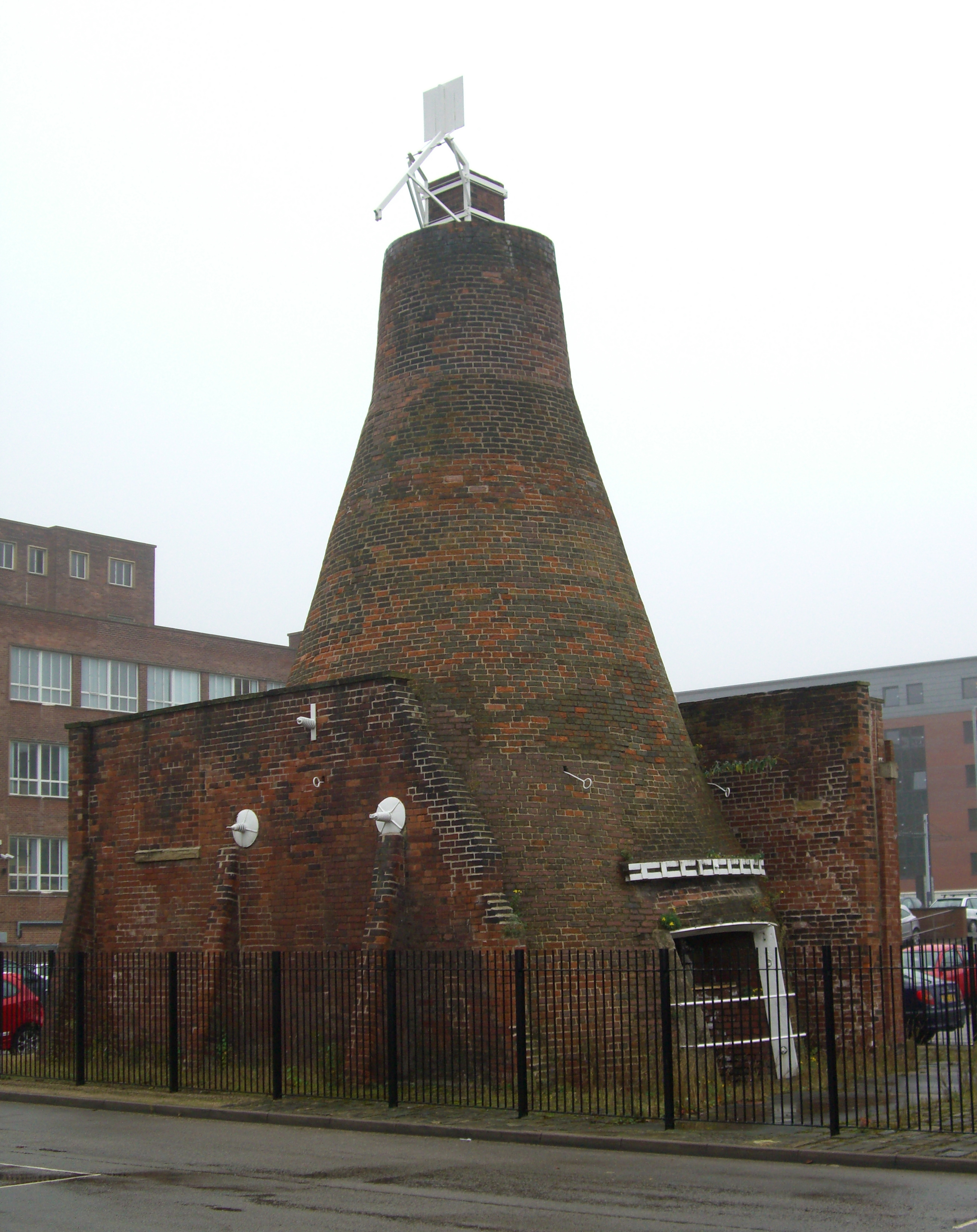
El horno de cementación de Doncaster Street en Sheffield, Inglaterra

El proceso comienza con hierro forjado y carbón vegetal. Utiliza una o más "ollas" de piedra largas dentro de un horno. Por lo general, en Sheffield, cada recipiente medía 14 x 4 pies (4,3 x 1,2 m) y 3,5 pies (1,07 m) de profundidad. Las barras de hierro y el carbón se empaquetaban en capas alternas, con una capa superior de carbón y luego materia refractaria para hacer hermética la olla o "ataúd". Algunos fabricantes usaban una mezcla de carbón vegetal en polvo, hollín y sales minerales, llamado "polvo de cemento". En las mayores ferrerías se trataban hasta 16 toneladas de hierro en cada ciclo, aunque se podía hacer a pequeña escala, como en un pequeño horno o fragua.
Dependiendo del grosor de las barras de hierro, las ollas se calentaban desde abajo durante una semana o más. Las barras se examinaban con regularidad y, cuando se alcanzaba la condición correcta, se retiraba el calor y las ollas se dejaban enfriar, por lo general alrededor de catorce días. El hierro había ganado un poco más del 1% en masa gracias al carbono absorbido del carbón vegetal y se había convertido en barras heterogéneas de "acero blister".
Luego, las barras se cortaban, se unían, se calentaban y se soldaban por forja para convertirse en "acero de corte". Se cortaría y volvería a soldar varias veces, y cada nueva soldadura produciría un acero más homogéneo y de mayor calidad. Esto se haría como máximo de 3 a 4 veces, ya que no era necesario más y el proceso podría causar una pérdida de carbono del acero.
Alternativamente, podían trocearse y fundirse usando un horno de crisol con un fundente para convertirse en "acero de crisol" o "acero moldeado", un proceso ideado por Benjamin Huntsman en Sheffield en la década de 1740.

## Procesos similares

### Producción de latón
En el período moderno temprano, latón, un aleación de cobre y zinc, generalmente se producía mediante un proceso de cementación en el que el cobre metálico se calentaba con calamina, un mineral de zinc, para hacer latón de calamina.